# 易北河畔韋爾本
易北河畔韦尔本（德語：Werben (Elbe)），简称韦尔本（德語：Werben，發音：[ˈvɛʁbn̩] ⓘ），是德国萨克森-安哈尔特州施滕达尔县的城市，面积53.37平方千米，2023年12月31日人口为933人。